# Чикагский университет

Пересечение 57-й улицы и Университетской авеню возле кампуса университета

Корпуса университета

Дом-музей архитектора и художника Фрэнка Ллойда Райта рядом с теологическим факультетом университета

Чика́гский университе́т (англ. University of Chicago) — частный исследовательский университет в городе Чикаго, штат Иллинойс, США, основанный в 1890 году. Университет является одним из наиболее известных и престижных высших учебных заведений благодаря своей влиятельности в сферах экономики, науки, общества и политики.
Университет включает в себя колледж, различные аспирантуры, междисциплинарные комитеты, 6 институтов профессионального обучения и институт непрерывного образования. Помимо гуманитарных и естественных наук университет хорошо известен своими институтами профессионального образования, в том числе: Медицинская школа им. Прицкера, Школа бизнеса им. Бута, Институт права, Школа управления социальных услуг, Школа государственной политики им. Харриса и Духовная семинария. В университете обучается более 18 тысяч человек — около 7 тысяч студентов по программе бакалавриата и около 11 тысяч магистрантов и докторантов.
Учёные Чикагского университета сыграли значительную роль в развитии многих академических дисциплин. К их различным достижениям относятся чикагские школы экономики, филологии и социологии, а также экономический анализ права и бихевиорализм. С помощью чикагской кафедры физики был разработан первый в мире искусственный ядерный реактор под спортивным полем университета, Стэгг Филд. Прямое и тесное партнёрство с Фермилаб, Аргоннской национальной лабораторией, Лабораторией морской биологии и прочими учреждениями мирового уровня помогает Чикагскому университету в научных поисках. Издательство Чикагского университета — крупнейшее университетское издательство США.
Американское баптистское общество образования официально учредило университет в 1890 году с финансовой помощью миллиардера-нефтепромышленника Джона Рокфеллера. Уильям Рейни Харпер стал первым президентом университета в 1891 году, а первые уроки начались в 1892 году. Харпер, вместе с будущим президентом Робертом Хатчинсом, выступал за то, чтобы образование в университете имело глубоко теоретический характер, в отличие от более прикладной учёбы других университетов. Исходя из этих соображений Чикагский университет стал одним из 14 членов-основателей Ассоциации американских университетов в 1900 году.
По Нобелевским премиям Чикагский университет занимает четвёртое место в мире — из сотрудников и студентов 89 явились лауреатами премии. Среди выпускников университета находятся 49 стипендиатов Родса, 9 лауреатов Филдсовской премии, 13 призёров Национальной гуманитарной медали США и 13 миллиардеров.

## История

### Основание Чикагского университета и первые годы (1890—1910)
Чикагский университет был изначально учреждён Американским баптистским обществом образования как светское заведение, совместно обеспечивая оба пола. Университет финансировался Джоном Рокфеллером, а землю пожертвовал местный предприниматель Маршалл Филд. С юридической точки зрения учреждение являлось независимым от так называемого «Старого» Чикагского университета, который был закрыт ещё в 1886 году из-за недостатка финансов. Таким образом старый университет, также основанный баптистами, был заменен новым. Уильям Рейн Харпер стал первым президентом современного университета 1 июля 1891 года, а первые занятия начались 1 октября 1892 года.
Школа бизнеса имени Бута была основана в 1898 году, а институт права был основан в 1902 году. Харпер умер в 1906 году, и до 1929 года его сменили три разных президента. За этот срок времени к университету был прибавлен Восточный институт, чтобы оказать помощь при исследовании раскопок на Ближнем Востоке.
В 1890-х годах Чикагский университет оказался в положении превосходства по сравнению с более скромными ресурсами других местных вузов. Чтобы не отбирать у соседних школ хороших студентов, университет заключил договор с несколькими вузами в своём районе: Де-Мойнским колледжем, Колледжем Каламазу, Университет Батлера, Стетсонский университет. По условиям договора, эти школы-филиалы должны были преподавать набор курсов, сходный с программой в Чикаго; предупреждать Чикагский университет об изменениях в своём списке преподавателей; делегировать полномочие Университету нанимать преподавателей; и посылать в Чикаго копии экзаменов на осмотр. Чикагский университет согласился выдавать свой диплом (вместо местного) студентам, которые окончили местный филиал на отлично. Студентам и преподавателям филиалов предлагалось учиться в Чикаго бесплатно, а чикагские студенты могли бесплатно поступить в любой из филиалов. Университет поставлял своим филиалам книги и научные приборы, но не бесплатно — за исключением материалов, опубликованных в издательстве Чикагского университета. Любая сторона имела право отменить сотрудничество в любой момент. Многие профессора в Чикаго выступали с критикой в связи с этими договорами, жалуясь на лишний труд без компенсации и на снижение академических стандартов Университета. К 1910 году программа завершилась.

### Чикагский университет в середине XX века (1920—1980)
В 1929 году Роберт Мейнард Хатчинс стал пятым президентом университета, и начал период резких изменений. За свой 24-летний срок на посту Хатчинс ликвидировал университетскую команду американского футбола, подчёркивая превосходство учёбы над спортом, создал программу гуманитарного образования под названием «Общая основа» (англ. Common Core), организовал современную аспирантуру из четырёх кафедр. В 1934 году Хатчинс внёс предложение об объединении Северо-Западного университета с Чикагским, однако оно не состоялось. Также во время его срока был достроен Медицинский центр при университете, куда вскоре поступили первые студенты. Комитет о социальном мышлении также был создан в это время.
Денежные средства, собранные в течение 1920-х годов, а также Фонд Рокфеллера, помогли университету выдержать Великую депрессию. Во время Второй мировой войны университет внёс важный вклад в Манхэттенский проект. На территории университета, в лаборатории Джонса, впервые был выделен плутоний, и был создан первый в мире искусственный ядерный реактор благодаря работе Энрико Ферми в 1942 году.
В 1950-х годах, из-за нищеты и повышенной криминальности в районе Гайд-Парк, сократилось количество студентов, подававших в университет. В условиях обнищания района университет принял активное участие в спорном проекте восстановления городской инфраструктуры, что привело к существенному изменению местной архитектуры и плана улиц.
В 1960-х годах Чикагский университет пережил ряд студенческих беспорядков, начиная с 1962 года, когда студенты оккупировали офис президента Джорджа Бидла в знак протеста против арендной политики, и до 1967 года, когда университетский комитет выпустил Доклад Калвена. В самом докладе, который составлял две страницы, была объявлена официальная политика университета насчёт «социальных и политических действий»: «Чтобы выполнять своё общественное предназначение, университет должен поддерживать исключительно свободную среду для мышления, и соблюдать независимость от политических увлечений, страстей и воздействий.» С тех пор на основе этого доклада Университет оправдывает решения не избавляться от активов в ЮАР в 1980-х или в Дарфуре в 2000-х.
В 1969 году около 400 студентов, недовольных увольнением излюбленного профессора Марлин Диксон, на две недели оккупировали административный корпус. После забастовки, когда Диксон отказалась от повторного назначения, 81 студент был временно исключен и 42 студента были исключены окончательно из учебного заведения. Это оказалось самой строгой реакцией против студенческих беспорядков в истории университетов США.
В 1978 году Ханна Холборн Грей, декан и временный президент Йельского университета, была назначена президентом Чикагского университета, и занимала эту должность 15 лет.

### Университет в конце XX века и сегодня (с 1990 года)
В 1999 году президент Хьюго Ф. Зонненшайн объявил о планах ослабления требований уже известной к тому времени программы Общей основы. Количество необходимых курсов было понижено с 21 до 15. Когда об этом узнали в «Нью-Йорк Таймс», The Economist и в прочих информационных агентствах, Чикагский университет оказался центральным узлом национальной дискуссии о высшем образовании. В конечном итоге университет решил снизить требования программы, но в связи с разногласием Зонненшайн ушёл в отставку в 2000 году.
В первом десятилетии XXI века университет принялся за ряд многомиллионных проектов расширения. В 2008 году университет объявил о планах открытия нового Института экономических исследований им. Милтона Фридмана, что вызвало смешанную реакцию среди студентов и сотрудников. Согласно этому плану Институт стоил 200 млн долларов и занял здания Чикагской духовной семинарии, но в 2011 году проект был переименован и Институт был объединён с другим университетским учреждением. В 2008 году выпускник Чикагской школы бизнеса, инвестор Дэвид Бут пожертвовал 300 млн долларов бизнес-школе — это самая крупная сумма, пожертвованная какой-либо бизнес-школе и самое крупное пожертвование Чикагскому университету. В связи с этим школу переименовали в честь Бута, и в 2009 году началось строительство новых зданий.
Начиная с 2009 года программа общего развития за 2 млрд долларов привела к значительному расширению кампуса. За всего несколько лет были открыты Жилой комплекс имени Макса Палевски, Южный жилой комплекс, Спортивный центр имени Джеральда Ратнера, новая больница и новое здание для научных исследований. В 2011 году началось строительство десятиэтажного Центра биомедицинских открытий имени Жуль и Гвен Кнапп, а также были достроены другие части Медицинского института при Чикагском университете.

## Кампус
Основной кампус Чикагского университета занимает 85,4 га в районах Гайд-Парк и Вудлон, находящихся в 11 км от центра города Чикаго. Южная часть кампуса отделяется от северной части парком Мидуей Плэзанс (англ. Midway Plaisance) — длинным, линейным парком, созданным в 1893 году для Всемирной выставки. В 2011 году журнал Travel + Leisure назвал университетский кампус одним из красивейших в США.

## Позиции и репутация
Чикагский университет является альма-матер для многих выдающихся выпускников, включая 89 лауреатов Нобелевской премии, которые являлись студентами или сотрудниками университета.
В 2016 году Чикагский университет занял 3 позицию по Америке по версии U.S. News & World Report.

## Библиотека

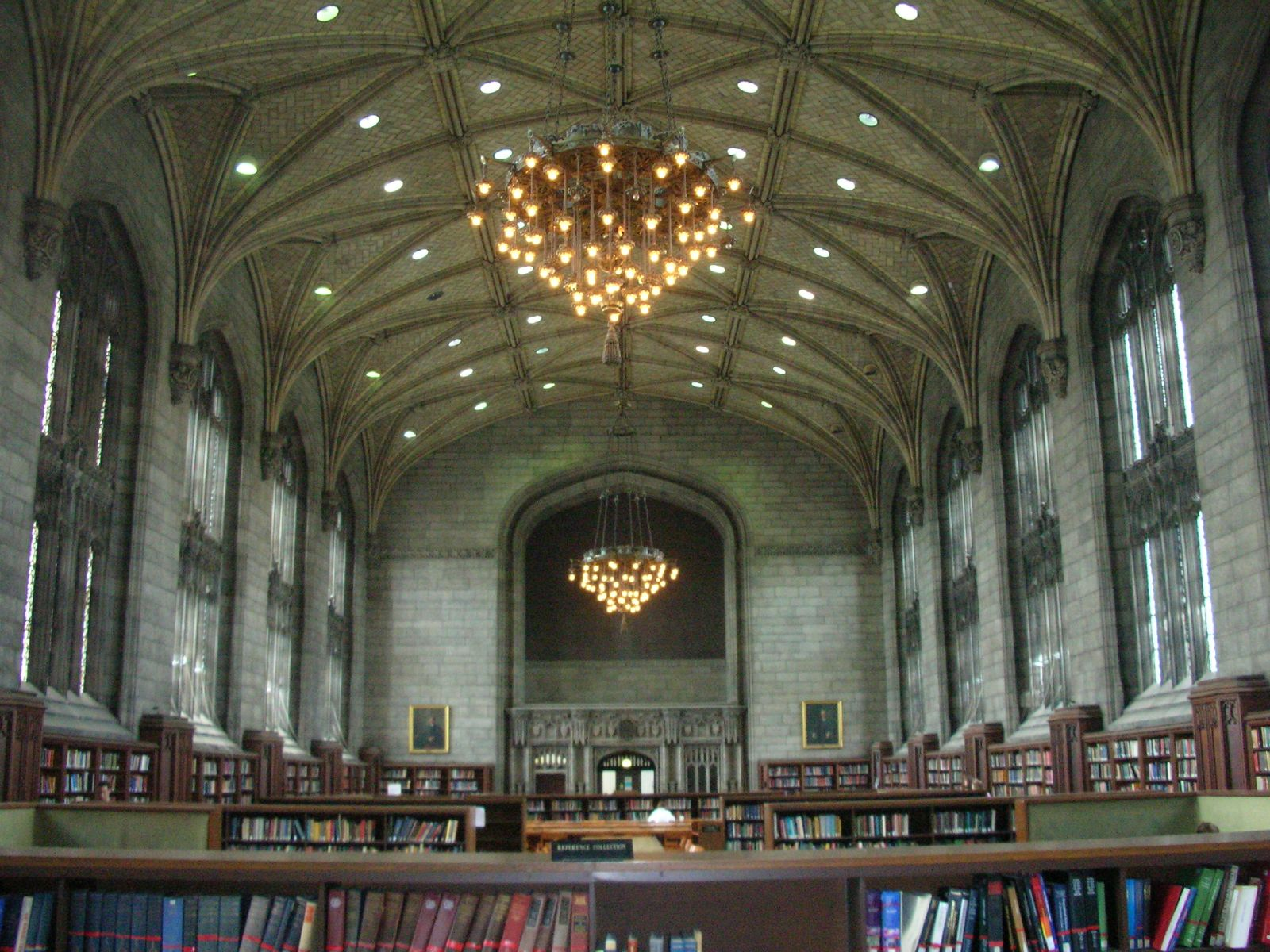
Библиотека Харпера

При Университете Чикаго построена библиотека, стоимость сооружения которой составляет 81 миллион долларов. Библиотека расположена в четырёх отдельных зданиях (Библиотека Джо и Рика Мансуэто, Библиотека Джона Крерара, Библиотека Регенштейна, Библиотека Экхарта), а также в двух корпусах университета: в Школе управления социальных услуг и в Школе права.

## Издательство
При университете имеется издательство, занимающееся выпуском академической литературы, University of Chicago Press. Издательство было основано в 1890 году и официально стало частью университета в 1894 году. Является одним из наиболее старых непрерывно работающих университетских издательств США. В 1905 году начали выпускаться издания за авторством людей не из университета. В 1906 году в издательстве вышло Чикагское руководство по стилю. Издаётся около 6000 книг и, по состоянию на 2016 год, 81 научный журнал.